# The Expatriate
The Expatriate is een Amerikaans-Canadees-Belgisch-Britse actiethriller uit 2012. Hij werd geregisseerd door Philipp Stölzl met Aaron Eckhart in de hoofdrol.

## Verhaal
Ben Logan is een voormalig CIA-agent die nu met zijn dochter in Antwerpen woont en werkt als tester van beveiligingsproducten bij een dochteronderneming van de Amerikaanse multinational Halgate. Nadat hij ontdekt dat het octrooi op een van die producten aan een ander bedrijf toebehoort, verdwijnt het bedrijf spoorloos. Bij Halgates hoofdkantoor in Brussel beweert men dat het nooit bestaan heeft en dat hij nooit voor hen gewerkt heeft. Logan trekt zelf op onderzoek uit en vindt al zijn voormalige collega's dood terug in het mortuarium van een Antwerps ziekenhuis.
Al snel wordt duidelijk dat Halgate ook hem uit de weg wil ruimen en ook zijn voormalige chef bij de CIA komt achter hem aan. Het blijkt dat Logan en het beveiligingsbedrijf slechts gebruikt werden om documenten te stelen van de CIA. Die documenten bewijzen dat een vrachtschip van Halgate dat voor de Belgische kust zonk met illegale wapens op weg was naar Mozambique.
Uiteindelijk wordt Bens dochter ontvoerd en een ruil voor de documenten voorgesteld. Ben verstopt echter een bom in het koffertje dat hij aan de grote baas van Halgate overhandigt, waardoor die vlak na de ruil samen met zijn trawanten om het leven komt.

## Rolverdeling
| Acteur             | Personage         | Rolbeschrijving                               |
| ------------------ | ----------------- | --------------------------------------------- |
| Aaron Eckhart      | Ben Logan         | de protagonist                                |
| Liana Liberato     | Amy Logan         | Bens dochter                                  |
| Olga Kurylenko     | Anna Brandt       | Bens vroegere chef bij de CIA                 |
| Garrick Hagon      | James Halgate III | de antagonist                                 |
| Alexander Fehling  | Floyd             | Halgates assistent                            |
| Neil Napier        | Derek Kohler      | Bens baas bij het beveiligingsbedrijf         |
| Ronnie Commissaris | Karl Van Doorn    | manager van Halgate hoofdkantoor in Brussel   |
| Eric Godon         | Maitland          | de expert-huurmoordenaar                      |
| Nick Alachiotis    | Walter            | de huurmoordenaar in het ziekenhuis           |
| Yassine Fadel      | Nabil             | vriend van Amy                                |
| Katelijne Verbeke  | Sophie Pieters    | moeder van een slachtoffer van de scheepsramp |

## Uitgave en ontvangst
The Expatriate kwam eerst uit in Libanon, op 23 augustus 2012. In België verscheen hij een maand later, op 26 september 2012. In veel landen kwam de film in de loop van 2013 uit. Daaronder in de Verenigde Staten en Canada, op 17 en 31 mei. In de Verenigde Staten werd de film uitgebracht met de titel Erased.
The Expatriate bracht ruim 1,3 miljoen Amerikaanse dollar op aan de bioscoopkassa's, tegenover een productiekost van 12 miljoen dollar.
De film werd op gematigd tot negatieve kritieken onthaald. Bij IMDb behaalt hij zes op tien, bij Rotten Tomatoes 29 procent en bij Metacritic 34 procent.